# 天主教哥倫布教區
天主教哥倫布教區（拉丁語：Dioecesis Columbensis）是美國一個羅馬天主教教區，屬辛辛那提總教區。成立於1868年3月3日。
範圍包括俄亥俄州中南部，教座位於州府哥倫布。2006年有教友252,103人（佔轄區總人口10.3%）、106個堂區、216名司鐸。現任主教為羅勃·J·布倫南，榮休主教為雅各伯·安多尼·格里芬和費德廉·F·坎貝爾。